# Tampon encreur

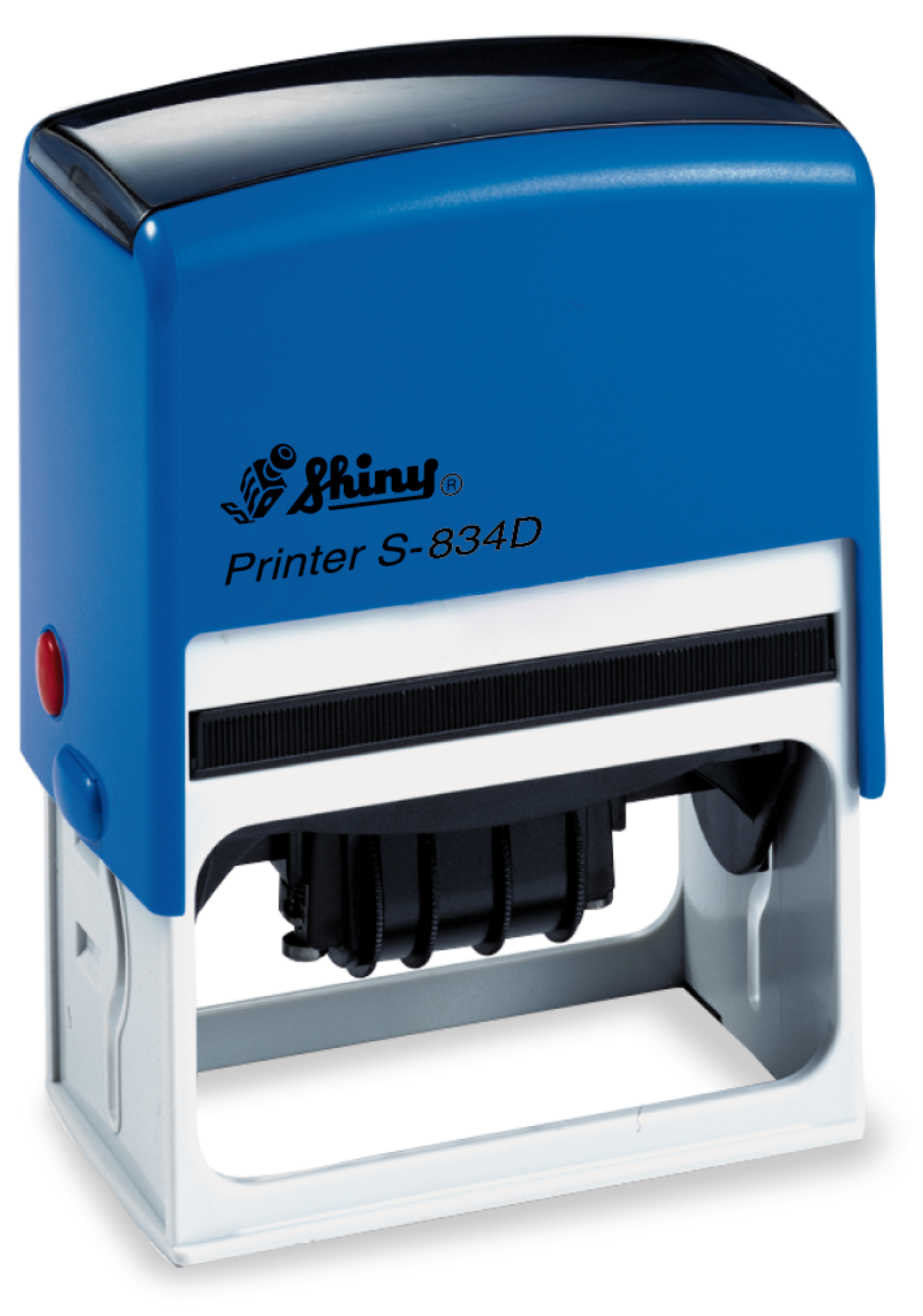
Un tampon encreur automatique dans lequel le timbre est encré automatique grâce à un encreur rechargeable ou, le plus souvent, interchangeable.

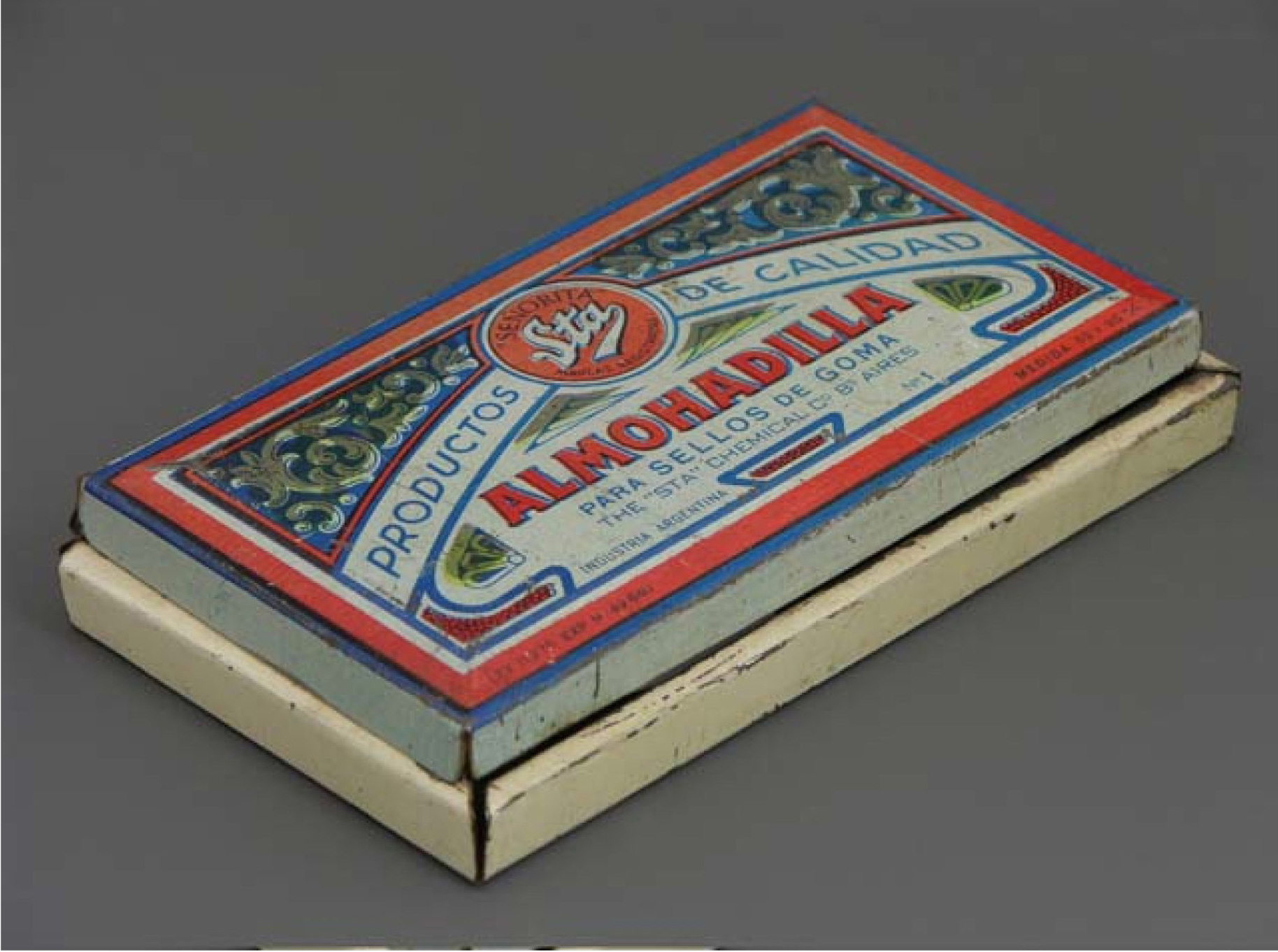
Un tampon encreur de la deuxième moitié du XXe siècle.

Un tampon encreur ou timbre en caoutchouc est un objet destiné au marquage de différents supports. Généralement, il est utilisé pour déposer un motif ou un message sur des supports de type papier. Certains tampons sont également adaptés pour réaliser des marquages sur des supports variés, autres que le papier, c'est le cas des tampons textiles servant à marquer les vêtements des enfants contre les pertes fréquentes.
Son usage le plus fréquent est par exemple le marquage d'un timbre pour l'oblitérer, sur un document administratif pour faire figurer la date ou le cachet de l'administration. Le tampon actuel est l'héritier du sceau qui servait à identifier une entité. 
Il existe des formes variées de tampons encreurs, dont les tampons traditionnels intégrant la signature d'une entreprise, d'une administration, d'une entité commerciale ou d'un particulier, mais l'on retrouve également d'autres types de tampons, tels que les dateurs, servant spécifiquement à dater des documents, ou encore les numéroteurs (tampons folioteurs) pour apposer des numéros sur une suite de documents. 
Le tampon à encrer se compose :
- d'un coussinet imbibé d'encre, appelé encreur
- du timbre (motif), en caoutchouc ou autre polymère ;
- d'un manche tenant le timbre.

Le terme « tampon encreur » désigne à la fois le coussinet imprégné d'encre, la boîte qui contient le coussinet puis par extension l'instrument qui sert à apposer une marque sur un document, voire la marque imprimée au moyen du tampon. Le tampon peut être manuel ou automatique.
Les tampons encreurs modernes utilisés dans les bureaux intègrent souvent le coussinet et le timbre dans le même objet. Au repos, le timbre est à l'envers, contre le coussinet ; lorsque l'on appuie sur le manche, un système de rainure fait tourner le timbre sur lui-même, et celui-ci vient s'apposer dans le bon sens sur le support. 
En France, les entreprises ont besoin de tampon pour le traitement de la plupart des documents comme les contrats, devis ou bons de livraison. En général, on appose à côté ou sur le cachet d'entreprise une signature, accompagnée de la date du jour.

## Fabrication
Historiquement, les timbres étaient fabriqués par des ouvriers typographes qui composaient le texte et gravaient les images nécessaires à la confection. Une fois toutes les compositions effectuées, elles étaient réunies dans une forme et serrées. On disposait dessus une matrice faite de cire et d'autres éléments puis on mettait l'ensemble sous une presse chauffante. La chaleur ramollissait le « pain » de cire et la presse venait imprimer en creux les motifs de la forme. Une fois le pain récupéré et refroidi, on y plaçait une feuille de caoutchouc puis une feuille de papier sulfurisé et l'on replaçait l'ensemble dans la presse chauffante. Le caoutchouc prenait ainsi l'empreinte en creux du pain et donnait le relief du timbre. La feuille était, dans les premiers temps, découpée afin de séparer tous les timbres. Ceux-ci étaient ensuite enduits de glu et collés sur des supports en bois. Plus récemment, dans les années 1970 à 1980, la glu était remplacée par de l'adhésif double face et la feuille était ensuite découpée par timbres qui étaient alors collés sur les supports (bois, métal, appareils automatiques, etc.).
L'avènement de l'informatique a permis de se passer des encombrants outils de fabrication (casses typographiques ou fondeuses de caractères, presses, etc.) grâce à la publication assistée par ordinateur et l'apparition des polymères photosensibles.